# Pitsusköngäs
Pitsusköngäs oder Pihtsusköngäs, ([ˈpi⁠h⁠⁠t⁠su⁠s⁠ˌkøŋŋæs] davvisámegiella: Bihčosgorži)  ist einer der größten Wasserfälle in ganz Finnland. Er wird daher oft auch als „Niagara of Finland“ oder „King of Finnish waterfalls“ bezeichnet. Er entsteht an einer Schieferkante im Fluss Pitsusjoki. Seine größte Fallhöhe beträgt 17 m. Er liegt in der Käsivarsi Wilderness Area (Käsivarren Lapissa), etwa 45 km nordwestlich des Dorfes Kilpisjärvi im Gebiet der Kommune Enontekiö. Er ist erreichbar über den Nordkalottleden Trail, eine 800 Kilometer langen Fernwanderweg, der sich durch Finnland, Schweden und Norwegen erstreckt.